# Pulau Peucang
Pulau Peucang är en ö i Indonesien.   Den ligger i provinsen Banten, i den västra delen av landet, 180 km väster om huvudstaden Jakarta. Arean är 4,9 kvadratkilometer.
Terrängen på Pulau Peucang är platt. Den sträcker sig 3,0 kilometer i nord-sydlig riktning, och 2,4 kilometer i öst-västlig riktning.  I omgivningarna runt Pulau Peucang växer i huvudsak städsegrön lövskog.